# عامر زیان
عامر زیان با نام اصلی ریموند خوری خواننده، بازیگر و شاعر لبنانی است که در ۲۵ ماه اوریل سال ۱۹۸۸ در منطقه خور لبنان متولد شد، وی در برنامه کشف استعداد که توسط سایمون اسمر کارگردان مشهور دنیای عرب بنیان نهاده شده‌است پا به عرصه موسیقی گذاشت، وی در سال ۲۰۰۹ میلادی در این برنامه که با حضور هنرمندان مشهور دنیای عرب از جمله نوال الزغبی، فارس کرم و وائل کفوری برگزار شد کار خود را در زمینه موسیقی شروع کرد 